# 2437 Amnestia
2437 Amnestia este un asteroid din centura principală, descoperit pe 14 septembrie 1942, de Marjy Väisälä.